# Paracoenosia bicolor
Paracoenosia bicolor är en tvåvingeart som beskrevs av Malloch 1938. Paracoenosia bicolor ingår i släktet Paracoenosia och familjen husflugor. Inga underarter finns listade i Catalogue of Life.